# Roland Bergerstichting
De Roland Bergerstichting is een instelling die een charitatief fonds beheert. Jaarlijks wordt daaruit een Prijs voor Menselijke Waardigheid toegekend. De stichting kent daarnaast studiebeurzen aan kansarme getalenteerden in Duitsland toe. De Stichting is opgericht in maart 2008 in München door Roland Berger, die een kapitaal van 50 miljoen euro ter beschikking heeft gesteld. Günther Beckstein, minister-president van Beieren, overhandigde hem de stichtingsoorkonde.

## Doelstellingen
De eerste doelstelling van de Stichting is het bevorderen en beschermen van menswaardigheid en mensenrechten. Dit doel wordt bevorderd door het jaarlijks uitreiken van een Human Dignity Award ('Prijs voor Menselijke Waardigheid'), aan personen of organisaties die zich daarvoor met succes hebben ingezet. De prijs wordt toegekend door een jury die bestaat uit gerenommeerde leden. Kofi Annan was ooit jurylid. Aan de prijs is een bedrag verbonden van € 1 miljoen, als ondersteuning voor de acties van de winnaar. De prijzen worden uitgereikt tijdens een ceremonie in Berlijn.
De tweede doelstelling van de Stichting bestaat erin steun te verlenen aan talentvolle jonge mensen in Duitsland, met kansarme achtergronden. Het subsidieprogramma ‘Roland Berger Fit for Responsibility’ verschaft hun de mogelijkheid opleidingen van hoog niveau te volgen. Tijdens de eerste vijf jaar werden studiebeurzen toegekend aan meer dan 500 studenten.

## Prijswinnaars Human Dignity Award
- 2008 - De eerste winnaar van de prijs werd de Cambodjaanse Somaly Mam en haar Somaly Mam Foundation, waarmee ze zich inzet tegen seksuele slavernij en handel in kinderen, tieners en vrouwen, meer bepaald in Zuidoost-Azië.
- 2009 - De prijs voor 2009 werd uitgereikt aan: 
  - Reporters zonder grenzen, die zich inzet voor de persvrijheid.
  - De Iraanse mensenrechtenactiviste Shirin Ebadi. Sinds 2009 stond ze onder toenemende druk om haar activiteiten als een mensenrechtenadvocaat op te geven.
- 2010 - In 2010 werd de prijs uitgereikt aan Helmut Kohl, voormalig bondskanselier van Duitsland, voor zijn historische rol in de samenleving, als bewerkstelliger van de Europese eenmaking en van de Duitse eenwording.
- 2011 - De prijs werd in 2011 uitgereikt aan prominente personen tijdens de Arabische Lente: 
  - De Tunesische juriste Radhia Nasraoui, stichter van de Vereniging voor de strijd tegen martelingen in Tunesië (Association pour la lutte contre la torture en Tunisie, ALTT). Zij kreeg de prijs voor haar jarenlange inspanningen tegen martelingen en de bevordering van een onafhankelijk justitieel systeem in Tunesië.[1]
  - De Arabic Network for Human Rights Information (ANHRI), vertegenwoordigd door de stichter Gamal Eid, die een lange en succesvolle strijd heeft gevoerd voor de vrijheid van meningsuiting in Egypte.
  - De Syrische journalist Mazen Darwish, stichter van de 'Syrian Center for Media and Freedom of Expression' (CMFE), voor de moedige en doorgezette strijd voor de vrijheid van meningsuiting in zijn land.
- 2012/2013 - De prijs ging in 2012/2013 naar drie verenigingen en/of personen: 
  - De Indiase ngo Jagori, (bestuurders Suneetha Dhar en Kalpana Viswanath), als erkenning van een jarenlange en succesvolle inzet voor de rechten van de vrouw in India. Een van de initiatieven is de 'Safe Delhi'-campagne om de veiligheid van vrouwen in de Indiase hoofdstad te verbeteren, onder andere door buschauffeurs te trainen hoe te reageren op incidenten met seksueel geweld.
  - De Pakistaanse mensenrechtenactiviste en advocaat Asma Jahangir voor haar strijd ten gunste van de rechten van de vrouw in Pakistan.[2]
  - Het Afghan Women's Network voor zijn inspanningen in dienst van de vrouwen in Afghanistan, teneinde in dit land de discriminatie en het geweld tegen vrouwen te bestrijden.
- 2014/2015 - Na een laudatio door Frank-Walter Steinmeier, toenmalig bondsminister van Buitenlandse Zaken, werden de prijzen uitgereikt in Berlijn op 29 april 2015, aan:
  - Dr. Katrine Camilleri, advocaat in Malta en directeur van het Jesuit Refugee Service in Malta.
  - Dr. Alganesc Fessaha, Eritrees-Italiaans activist voor de mensenrechten.
  - La Petite Flamme, Congolese scholenorganisatie, gesticht door de Focolarebeweging.
- 2017 - Na een laudatio door Malu Dreyer (toenmalig minister-president van de Duitse deelstaat Rijnland-Palts) werden de prijzen uitgereikt in het Joods Museum in Berlijn, aan:
  - Ann-Marie Caulker,  promotor van de rechten van jonge meisjes en kinderen in Sierra Leone.
  - Talent Search and Empowerment, ngo die steun verleent aan zwakke jongeren in Tanzania.
  - WADI, ngo voor de ondersteuning van de mensenrechten in Irak.

## Publicaties
- Sklaverei und Menschenhandel im 21. Jahrhundert, München, 2008
- Meinungs- und Pressefreiheit. Situation und Herausforderungen im 21. Jahrhundert, München, 2009
- The inequality puzzle. European and US Leaders Discuss Rising Income Inequality, Springer Verlag, 2010